# Stenocorus copei
Stenocorus copei là một loài bọ cánh cứng trong họ Cerambycidae.